# Ethaboxam
Ethaboxam ist ein 1:1-Gemisch von zwei enantiomeren chemischen Verbindungen aus der Gruppe der Thiazolcarbonsäureamide und ein von der koreanischen Firma LG Life Sciences entwickeltes Fungizid.

## Verwendung
Ethaboxam wird als systemisches Fungizid gegen Oomyceten im Wein-, Kartoffel-, Gurken- und Tomatenanbau eingesetzt, wobei es sowohl protektiv als auch kurativ wirkt.
Der Wirkstoff ist verwandt mit Zoxamid  und hemmt neben den Mikrotubuli auch die pilzliche Atmung.

## Zulassung
In den Staaten der EU und in der Schweiz sind keine Pflanzenschutzmittel mit diesem Wirkstoff zugelassen.